# Nahverkehr in Darmstadt
Die Geschichte des öffentlichen Personennahverkehrs in Darmstadt beginnt mit der Darmstädter Dampfstraßenbahn, der bald darauf die Gründung einer städtischen Straßenbahn folgte. Erst durch Fusion beider Unternehmen zur Hessischen Eisenbahn-Aktiengesellschaft (HEAG) im Jahre 1912 gelangte der Betrieb in eine Hand. Der Busverkehr begann 1927.
In Darmstadt verkehren heute mehrere Straßenbahn- und Buslinien der HEAG mobilo GmbH und anderer Verkehrsunternehmen. Sie können mit einheitlichen Preisen innerhalb des Rhein-Main-Verkehrsverbundes benutzt werden. Der Nahverkehr wird von der Darmstadt-Dieburger-Nahverkehrsorganisation (DADINA) organisiert und geplant. Die DADINA bestellt die Verkehrsleistungen bei den einzelnen Unternehmen.

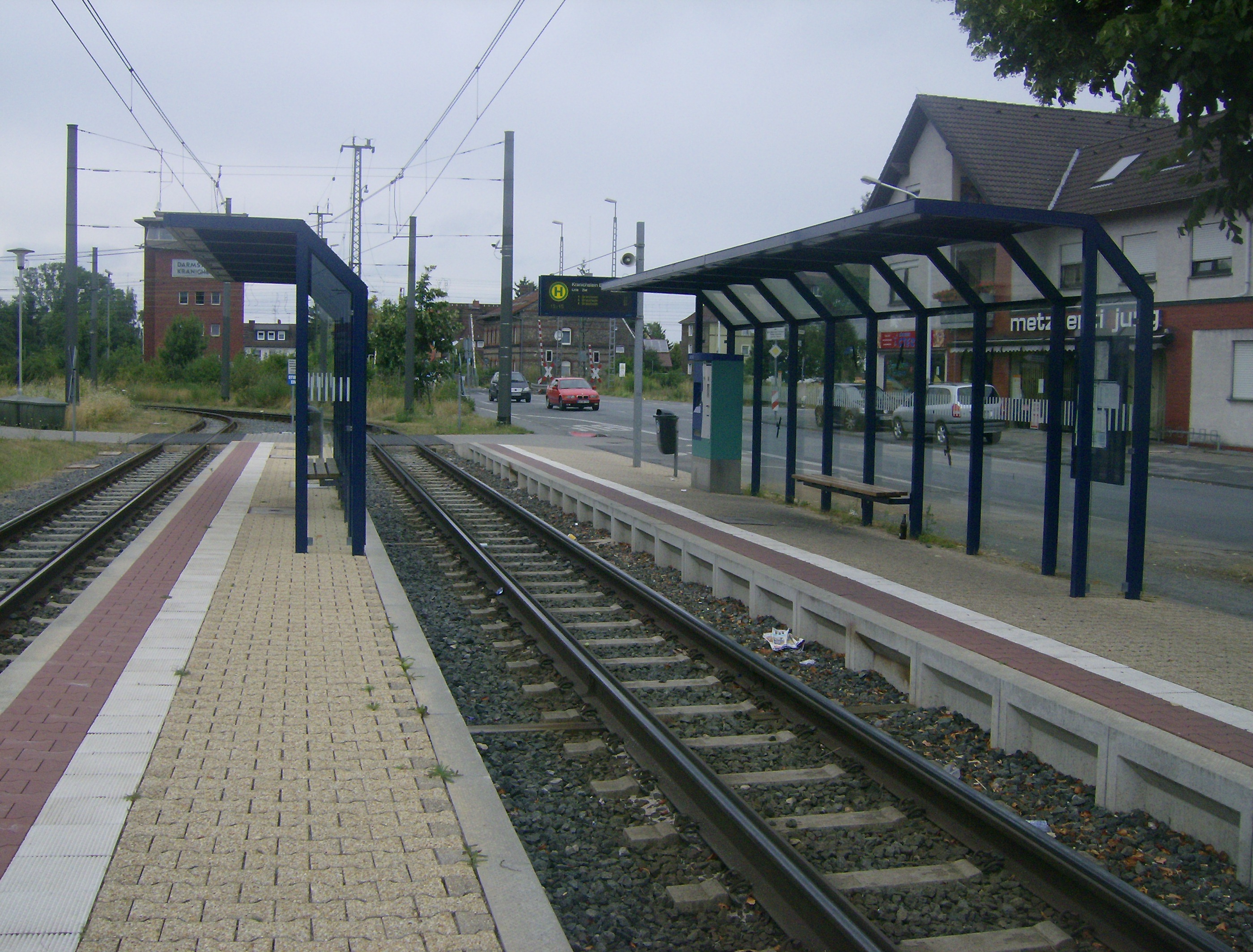
Endhaltestelle der Linie 5 mit Überholgleis in Darmstadt-Kranichstein

## Geschichte

### Von der Dampfstraßenbahn zur SEG

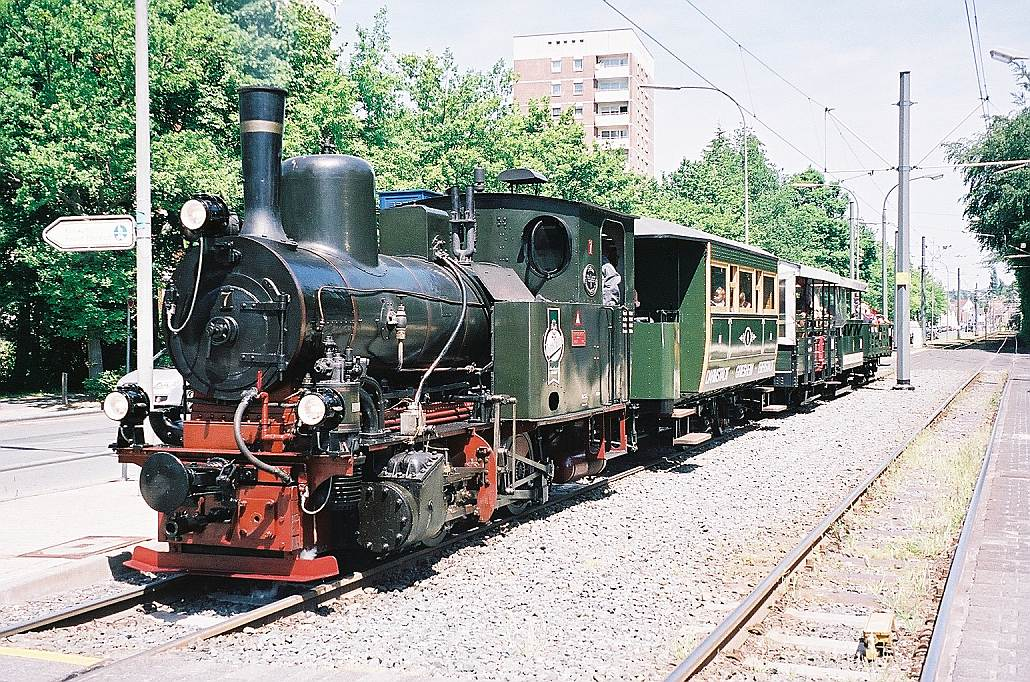
Die Dampfstraßenbahn „Feuriger Elias“ auf einer Sonderfahrt im Mai 2004

Seit 1846 schloss die Main-Neckar-Eisenbahn-Gesellschaft Darmstadt an das Eisenbahnnetz mit der Bahnstrecke Frankfurt am Main–Heidelberg an.
Die Erschließung des Darmstädter Umlandes mit der Schiene begann mit der 1886 eröffneten meterspurigen Darmstädter Dampfstraßenbahn, die vom Konsortium Bank für Handel und Industrie – Herrmann Bachstein erbaut und betrieben wurde. Nach den beiden 1886 eröffneten Strecken von Darmstadt nach Griesheim sowie nach Eberstadt folgte 1890 eine dritte Strecke nach Arheilgen. 1895 brachte Herrmann Bachstein die Darmstädter Dampfstraßenbahn zusammen mit einer Reihe anderer Bahnbetriebe in die Süddeutsche Eisenbahn-Gesellschaft AG (SEG) ein, die nun den Betrieb übernahm. Zu den Einzelheiten siehe: Straßenbahn Darmstadt

### Gründung der Städtischen Straßenbahn Darmstadt
Weil der innerstädtische Verkehr durch die Dampfbahnen nur unzureichend bedient wurde, beschloss die Stadtverordnetenversammlung 1895 eine elektrische städtische Straßenbahn zu bauen und zu betreiben, deren beide Strecken Böllenfalltor – Alte Bahnhöfe (Weiße Linie) und Hermannstraße – Taunusstraße (Blaue Linie) 1897 in Betrieb gingen. Betreiber dieser Strecken war zunächst die Firma Siemens & Halske, im November 1898 übernahm die Stadt beide Linien. 1903 folgte die neue Strecke Schloss – Saalbaustraße (Grüne Linie).

### Gründung der HEAG ermöglicht einheitlichen Betrieb
In den folgenden Jahren gab es immer wieder Pläne für Erweiterungen des Streckennetzes, bei denen sich jedoch häufig auch Stadt und SEG gegenseitig blockierten. Nach dem Vorbild der 1911 in Mannheim gegründeten Oberrheinischen Eisenbahngesellschaft (OEG) einigten sich schließlich nach zähen Verhandlungen die Stadt Darmstadt und die SEG im Januar 1912 auf die Zusammenführung ihrer konkurrierenden Betriebe in eine gemeinsame Aktiengesellschaft, die am 15. April 1912 als Hessische Eisenbahn-Aktiengesellschaft (HEAG) gegründet wurde. Die SEG brachte ihre Dampfstraßenbahn sowie die Stadt Darmstadt die elektrischen Straßenbahnen und ihr Elektrizitätswerk in die HEAG ein.
Unter der HEAG wurde das Liniennetz stetig ausgebaut. Es folgte die Elektrifizierung des gesamten Straßenbahnnetzes, der Betrieb der Dampfstraßenbahnen wurde 1922 eingestellt. Zugleich trieb die HEAG den Ausbau des Stromnetzes voran. Ab 1927 wurden die ersten Omnibuslinien eingerichtet und zwischen 1944 und 1963 existierten auch Oberleitungsbusse. Heute ist nach mehreren Umfirmierungen die HEAG mobiTram GmbH der Betreiber.

## Aktuelles Liniennetz

### Eisenbahn
Siehe: Liste der Bahnhöfe und Haltepunkte in Darmstadt

### Straßenbahnlinien
Siehe: Straßenbahn Darmstadt
Die Heag Mobilo (ehemals Heag-Mobitram) betreibt im Nahverkehrsnetz 10 Straßenbahnlinien. Das Liniennetz wird in 3 Abschnitte eingeteilt. Abschnitt eins wird nur von der Linie 3 befahren. Abschnitt zwei wird von den Linien 1, 6, 7 und 8 befahren und Abschnitt drei wird von den Linie 2, 4, 5, 9 befahren.
Als Verstärker werden die Linie 1, 2 und 4 eingesetzt. Die Linien 6 und 8 bilden eine Sondereinheit. Sie verlaufen in gleicher Formation. Die Linie 6 fährt unter der Woche von Morgens bis Abends, dabei fährt sie zwischen DA-Luisenplatz und Eberstadt-Wartehalle nicht alle Stationen an, um so die Fahrzeit um ca. 5 Minuten zu verkürzen. Die Linie 8 fährt unter der Woche in den frühen Abend- und Morgenstunden sowie am Wochenende. Es bestehen Überlegungen, die Linie 6 aus dem Liniennetz zu streichen und komplett durch die Linie 8 zu ersetzen, da auf Grund der dichten Taktung der Linien auf der Strecke nach Eberstadt, eine Fahrzeitverkürzung erschwert wird. Nach über 20 Jahren kehrte im Zuge der Verkehrswende die Linie 10 zurück. Diese ist wie die Linie 6 eine Schnelllinie und verbindet Griesheim (Wagenhalle) mit dem Hauptbahnhof. Nach Abschluss der Bauarbeiten in der Frankfurter Straße wird die Linie 10 voraussichtlich im Herbst 2023 Von Griesheim (Wagenhalle) über den Hauptbahnhof und den Willy-Brandt-Platz nach Arheilgen fahren.
- Die Linie 1 fährt zwischen Arheilgen Dreieichweg und Eberstadt Frankenstein.
- Die Linie 2 fährt zwischen TU-Lichtwiese Campus und Darmstadt Hauptbahnhof.
- Die Linie 3 fährt zwischen Darmstadt Lichtenbergschule und Darmstadt Hauptbahnhof.
- Die Linie 4 fährt zwischen Kranichstein Bahnhof und Griesheim Platz Bar le Duc
- Die Linie 5 fährt zwischen Darmstadt Böllenfalltor und Darmstadt Kranichstein, Bahnhof.
- Die Linien 6/8 fahren zwischen Arheilgen Dreichweg und Alsbach Am Hinkelstein.
- Die Linie 7 fährt zwischen Lichtenbergschule und Eberstadt Frankenstein.
- Die Linie 9 fährt zwischen Darmstadt Böllenfalltor und Griesheim Platz Bar le Duc.
- Die Linie 10 fährt zwischen Griesheim (Wagenhalle) und Darmstadt Hauptbahnhof.

Bis auf die Linien 1 und 10 bedienen alle Linien den Zentralen Umsteigeplatz Luisenplatz, dort besteht Anschlussmöglichkeit zu den meisten Stadt- sowie Regionalbuslinien.
| Linie | Zentrale Stationen | Takt | Anschlussmöglichkeiten                                                                                          | Anmerkungen |
| ----- | --- | --- | --- | --- |
| 1     | Arheilgen Dreieichweg↔ Maulbeerallee ↔Nordbahnhof ↔ Kasinostraße ↔ DA-Hauptbahnhof ↔ Rhein-Neckar-Straße ↔ EB-Wartehalle ↔ Eberstadt-Frankenstein | Mo–Fr alle 20 Minuten (von 5–20:40 Uhr) | Stadtbuslinien, Straßenbahn, Nah- und Fernverkehr (ab DA-HBF), Regionalbus (ab Eberstadt Wartehalle)            | Vereinzelte Zusatzfahren in der HVZ; Sa, So und feiertags vereinzelte Fahren in den frühen Morgenstunden, sowie abends, Verkehrt an Schultagen bis Arheilgen Dreichweg. Nicht an Schultagen nur bis Darmstadt Maulbeerallee. Dortige Wendeschleife wird im Linienverkehr befahren, verkehrt über die Bismarckstr.           |
| 2     | DA-Hauptbahnhof ↔ Luisenplatz ↔ TU-Lichtwiese Campus                                                                                              | Werktags/Schultage von 6–19:30 Uhr alle 7,5–15 Minuten | Stadtbus, Straßenbahn, Regionalbus (ab Luisenplatz oder Böllenfalltor), Nah- und Fernverkehr (ab DA-HBF)        | Weitere Fahrten nach Sonder- bzw. Zusatzfahrplan an Samstagen, Sonntagen sowie an Feiertagen oder Veranstaltungen. Teilweise Wechsel am Hauptbahnhof und Weiterfahrt auf Linie 3 |
| 3     | DA-Hauptbahnhof ↔ Kasinostraße ↔ Luisenplatz ↔ Lichtenbergschule                                                                                  | Mo–So alle 15 Minuten (alle 10 Minuten in der HVZ) | Stadtbus, Straßenbahn, Regionalbus (ab Luisenplatz), Nah- und Fernverkehr (ab HBF)                              | Teilweise Wechsel am Hauptbahnhof und Weiterfahrt als Linie 2., verkehrt über die Bismarckstraße |
| 4     | Kranichstein Bf. ↔ Rhönring ↔ Luisenplatz ↔ Griesheim Platz Bar le Duc                                                                            | Mo–Fr alle 20 Minuten, ab ca. 21 Uhr alle 15 Minuten Sa–So alle 10 Minuten                                                                                      | Stadtbus, Straßenbahn, Regionalbus (ab Luisenplatz), Regionalbahn 75 (ab Kranichstein Bf.)                      | Zu HVZ in Wechselfahrt ab Kranichstein Bahnhof mit der Linie 5 |
| 5     | Darmstadt Böllenfalltor <-> Darmstadt Kranichstein, Bahnhof                                                                                       | Mo–Fr alle 20 Minuten bis ca. 20 Uhr, danach sporadisch | Stadtbus, Straßenbahn, Regionalbus (ab Luisenplatz), Regionalbahn 75 (ab Kranichstein Bf.)                      | |
| 6     | Alsbach am Hinkelstein ↔ Eberstadt Wartehalle ↔ Luisenplatz ↔ Arheilgen Dreichweg                                                                 | Mo–Fr alle 7,5–15 Minuten ab Eberstadt-Frankenstein, alle 30 Minuten ab Alsbach                                                                                 | Stadtbus, Straßenbahn, Regionalbus (ab Luisenplatz oder Eberstadt Wartehalle), Regionalbahn (ab DA-Nordbahnhof) | Verkehr als „Schnelle 6“ zwischen Luisenplatz und Eberstadt Wartehalle werden nicht alle Stationen angefahren. Zur HVZ teilweise Fahrten nur bis Luisenplatz dort weiter als Linie 5; Verstärkerfahrten in der HVZ teilweise öfter als der normale Takt; die Linie 6 verkehrt nur montags bis freitags von 06 Uhr bis 19:08 |
| 7     | Eberstadt Frankenstein ↔ Eberstadt Wartehalle ↔ Luisenplatz ↔ Lichtenbergschule                                                                   | Mo–So alle 15 Minuten, sowie in Wechselfahrt mit den Linien 6 und 8                                                                                             | Stadtbus, Straßenbahn, Regionalbus (ab Luisenplatz oder Eberstadt Wartehalle), Regionalbahn (ab DA-Nordbahnhof) | Abwechselnder Takt mit der 3 auf der Strecke Luisenplatz Lichtenbergschule |
| 8     | Alsbach am Hinkelstein ↔ Eberstadt Wartehalle ↔ Luisenplatz ↔ Arheilgen Dreieichweg                                                               | Mo–So alle 15 Minuten ab Eberstadt Frankenstein, alle 30 Minuten ab Alsbach (nur am Wochenende durchgängig)                                                     | Stadtbus, Straßenbahn, Regionalbus (ab Luisenplatz oder Eberstadt Wartehalle), Regionalbahn (ab DA-Nordbahnhof) | Verkehrt in den Morgen- und Abendstunden und an Wochenenden |
| 9     | Griesheim Platz Bar le Duc ↔ Luisenplatz ↔ Böllenfalltor                                                                                          | Mo–Fr alle 20 Minuten, ab ca. 21 Uhr alle 15 Minuten Sa–So alle 10 Minuten ab Hauptbahnhof, der Ast nach Griesheim wird SA und SO nur durch die Linie 4 bedient | Stadtbus, Straßenbahn, Regionalbus (ab Luisenplatz oder Böllenfalltor), Nah- und Fernverkehr ab DA HBF          | nicht als Linie 9 gekennzeichnete Zusatzfahren zu Spielen des SV Darmstadt 98 |
| 10    | Griesheim Wagenhalle ↔ Sankt Stephan ↔ Darmstadt Hauptbahnhof                                                                                     | fährt nur Montag bis Freitag alle 30 Minuten (von 5:46 Uhr bis 20:16)                                                                                           | Stadtbus, Straßenbahn, Regionalbus (ab Hauptbahnhof)                                                            | Neu dazu gekommen am 25.4.2022, wegen Wagenmangel nicht im Einsatz |

Der Takt auf den Linien 2, 3, 4, 5, 7, 9 wird durch ein Wechseln der Liniennummer an der jeweiligen Endhaltestelle bestimmt. Die Linie 2, beginnend am TU-Lichtwiese Campus, wechselt am Hauptbahnhof auf die Linie 3 zur Lichtenbergschule. Die Linie 3 wechselt an der Lichtenbergschule auf die Linie 7 und im Gegensatz die 7 auf die 3. Die Linie 5 Richtung Kranichstein Bahnhof wechselt auf die Linie 4 und fährt Richtung Griesheim. Dort wird in die Linie 9 gewechselt und Richtung Böllenfalltor gefahren. Am Böllenfalltor bleiben die Fahrzeuge der Linie 9 auf seiner eigenen Linie. Deswegen werden auf den Linien 2 und 3 Trams ohne Beiwagen eingesetzt, Beiwagen dürfen nicht auf den Ast der Linie 3 zur Lichtenbergschule.

### Buslinien

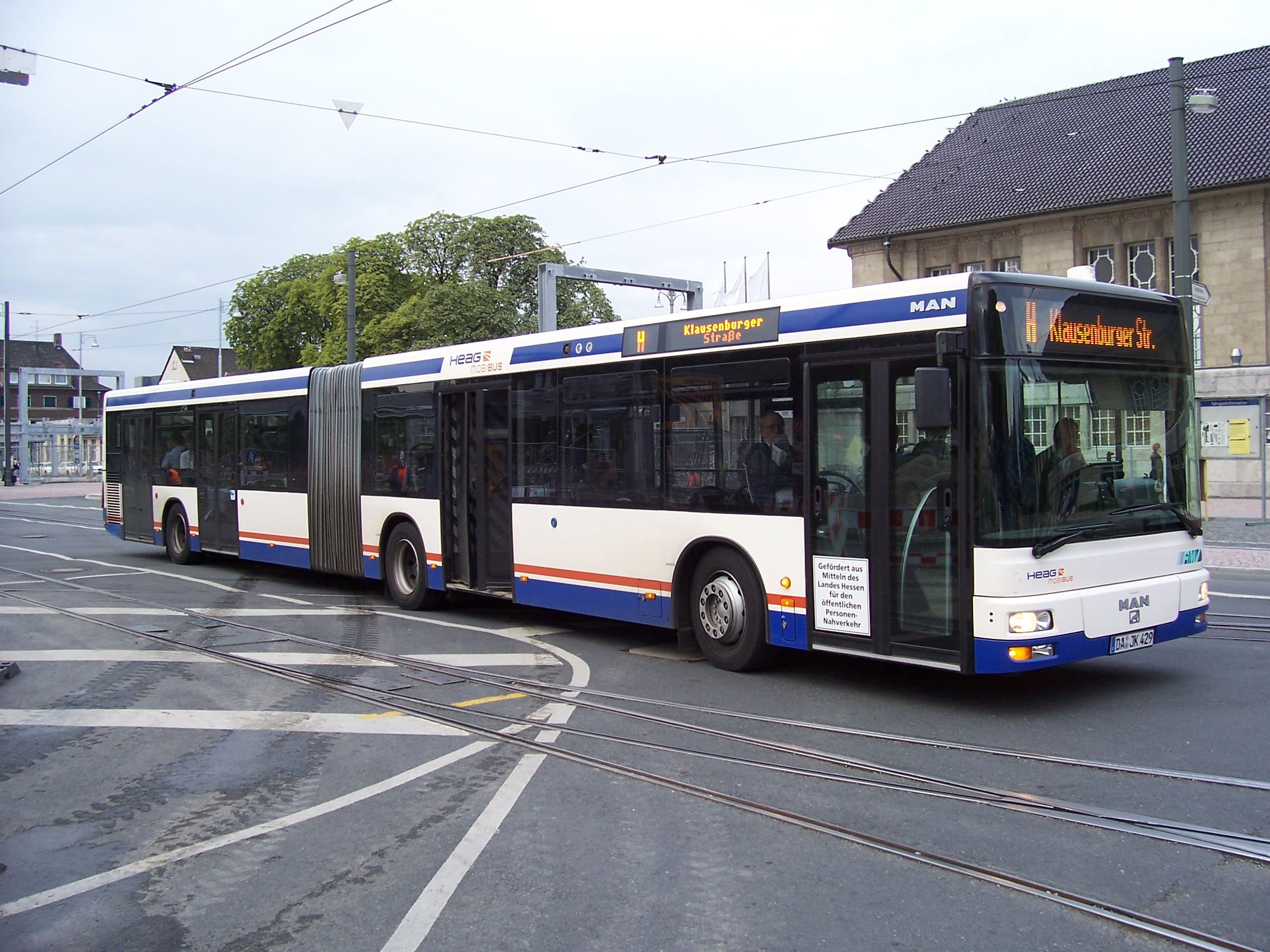
MAN A23G der HEAG mobiBus am Hauptbahnhof
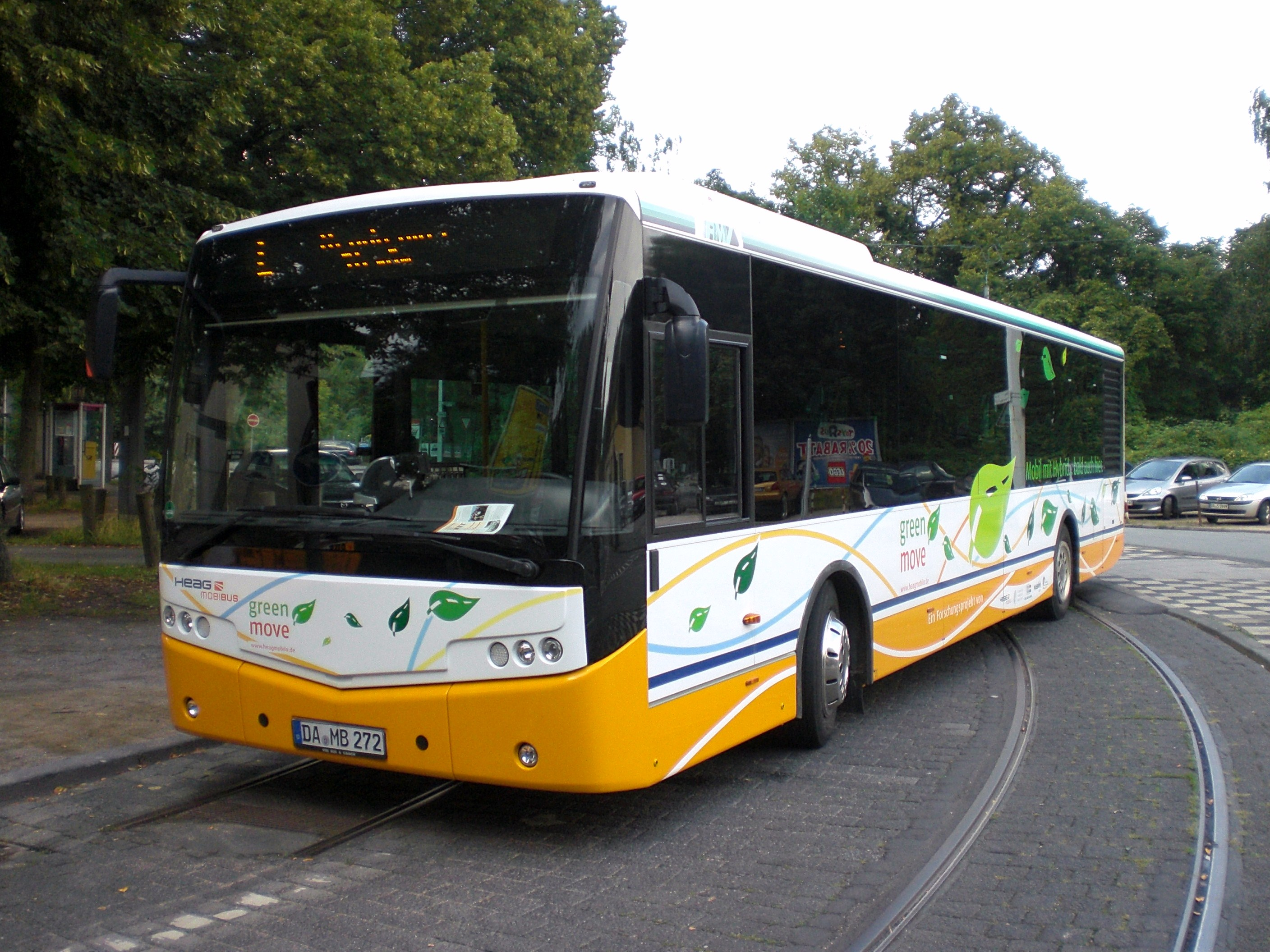
VDL Citea CLF 120 „272“ der HEAG mobiBus am Ostbahnhof (damals Linie L)

Nachtverkehr:
Im Nachtverkehr sind die Linie K und L am Luisenplatz verknüpft.
Das heißt: der L kommt von der Heinheimer Straße und wechselt dann auf den K zum Alfred-Messel-Weg und umgekehrt.
| Linie | Linienweg | Linienweg | Linienweg                                                                | Bemerkungen |
| ----- | --- | --- | ------------------------------------------------------------------------ | --- |
| A     | Kranichstein Steinstraße (Umsteigemöglichkeiten zu den Linie 4 und 5 an der Haltestelle Kranichstein Bahnhof und zum RB 75 am Bahnhof Kranichstein) | ↔ Wachtelweg ↔ Jägertorstraße ↔ Untere Mühlstraße ↔ Löwenplatz (Straßenbahnhaltepunkt Linie 6/7/8) ↔ Messeler Straße (Straßenbahnhaltepunkt Linie 6/7/8) ↔ Weiterstädter Straße ↔ | Arheilgen Bahnhof (Umsteigemöglichkeit zur S3)                           | Betrieb durch DB Busverkehr Hessen Montag bis Freitag alle 30 Minuten, sowie in der HVZ alle 20 Minuten Samstag von 6–18 alle 30 Minuten Sonntag von 10–18 alle 30 Minuten |
| AH    | Arheilgen Bahnhof | ↔ Am Brombeerberg ↔ Wechselstraße ↔ Schorlemmerstraße ↔ Fuchsstraße (Straßenbahnhaltepunkt Linie 6/7/8) ↔ Brüder-Grimm-Straße ↔ Grillparzerstraße ↔ Auf der Hardt ↔ | Arheilgen Kornweg                                                        | Montag bis Freitag alle 30 Minuten Samstag von 9–18 alle 30 Minuten, Betrieb durch Firma Böhm, Offenbach                                                                   |
| AIR   | Darmstadt Kongresszentrum | ↔ Hauptbahnhof ↔ Terminal 1 ↔ | Frankfurt Flughafen Terminal 2                                           | zuschlagpflichtig, DB Tickets gelten nicht |
| B     | Ober-Ramstadt Bahnhof | ↔ Ober-Ramstadt ↔ Ober-/Nieder-Modau ↔ Ernsthofen ↔ Hoxhohl ↔ | Brandau Feuerwehr                                                        | alle 30 bis 60 Minuten, SA und SO werden Fahrten als Linie O zum Böllenfalltor verlängert                                                                                  |
| EB    | Pfungstadt Major-Karl-Plagge-Kaserne | ↔ Eberstadt Frankenstein ↔ ↔ Ludwig-Schwamb-Schule ↔ | Eberstadt Wartehalle                                                     | Betrieb durch Firma Winzenhöhler, Groß Zimmern |
| F/FM  | Darmstadt Haasstraße | ↔ Hauptbahnhof West ↔ Luisenplatz ↔ Mathildenhöhe ↔ Fasanerie ↔ Oberwaldhaus ↔ Besucherzentrum Grube Messel ↔ Messel Bahnhof ↔ Messel Rathaus ↔ Rödermark Urberach Bahnhofstraße 18 ↔ | Rödermark Urberach Bahnhof, Messel Rathaus oder Darmstadt Oberwaldhaus   | dauerhafte Verknüpfung der Linien F und U, 15-min-Takt bis Darmstadt Oberwaldhaus                                                                                          |
| G     | Wixhausen Merianstraße / GSI | ↔ Messeler-Park-Straße↔ | Arheilgen Dreieichweg / Wixhausen Bahnhof                                | Betrieb durch Firma Böhm, Offenbach, Am Bahnhof Wixhausen wechselt das Fahrzeug auf die Linie WX                                                                           |
| H     | Darmstadt Anne-Frank-Straße | ↔ Südbahnhof ↔ Hauptbahnhof ↔ Luisenplatz ↔ | Kranichstein Kesselhutweg                                                | 10-Minuten-Takt |
| K     | In der HVZ bis Darmstadt Anne-Frank-Straße Darmstadt Kleyerstraße                                                                                   | ↔ Rosa-Parks-Straße ↔ Hauptzollamt ↔ Hilpertstraße ↔ Mina-Rees-Straße ↔ Heinrich-Hertz-Str. ↔ Hauptbahnhof ↔ Kirschenallee ↔ Kasinostraße ↔ Klinikum ↔ Willy-Brandt-Platz ↔ Luisenplatz ↔ Schloss ↔ Alexanderstraße/TU ↔ Kopernikusplatz ↔ Taunusplatz ↔ Am Karlshof ↔ Peter Behrens Straße ↔ | Alfred-Messel Weg                                                        | In der HVZ wird die Linie bis zur Anne-Frank-Straße verlängert. An SA, SO und Feiertage endet die Linie am HBF 15-Minuten-Takt                                             |
| L     | Darmstadt Heinheimer Straße | ↔ Friedrich-Ebert-Platz ↔ Pallaswiesenstr. ↔ Kahlertstraße ↔ Willy-Brandt-Platz ↔ Klinikum ↔ Luisenplatz | TU-Lichtwiese Campus                                                     | 10-Minuten-Takt |
| MX    | Darmstadt Böllenfalltor | ↔ Ober-/Nieder-Modau ↔ Ernsthofen ↔ Hoxhohl ↔ | Brandau Feuerwehr                                                        | Verkehrt nur MO-FR und nicht über Ober-Ramstadt Alle 30 Minuten bis zu einer Stunde                                                                                        |
| N     | Darmstadt Böllenfalltor | ↔ Trautheim ↔ Im Elfengrund ↔ Im Wiesengrund ↔ Nd.-Ramstadt Pfaffenbergschule ↔ Am Fliednerplatz ↔ Konrad-Adenauer-Str. ↔ Im Haag ↔ Kohlbergweg ↔ | Nieder-Ramstadt Gewerbepark                                              | |
| NE    | Darmstadt Böllenfalltor | ↔ Traisa ↔ Nieder-Ramstadt ↔ Frankenhausen ↔ | Neutsch Denkmal                                                          | Verkehrt alle 30 min, alternierend wird die andere Endstelle angefahren |
| NE    | Darmstadt Böllenfalltor | ↔ Traisa ↔ Nieder-Ramstadt ↔ Eberstadt Kühler Grund ↔ | Eberstadt Wartehalle                                                     | Verkehrt alle 30 min, alternierend wird die andere Endstelle angefahren |
| O     | Darmstadt Böllenfalltor | ↔ Mühltal ↔ Ober-Ramstadt ↔ | Ober-Ramstadt Rondell                                                    | manche Fahrten nur bis Ober-Ramstadt Rondell |
| P     | Eberstadt Wartehalle | ↔ Eberstadt Bahnhof ↔ Pfungstadt Bahnhof ↔ Pfungstadt Südring ↔ Pfungstadt Friedhof ↔ | Pfungstadt Bahnhof, an Wochenenden: Christian Stock Straße               | Teilbetrieb durch Fa. Müller, Riedstadt, Teilbetrieb durch Firma Fischle, Reinheim                                                                                         |
| PE    | Eberstadt Wartehalle | ↔ Eberstadt Bahnhof ↔ Pfungstadt Bahnhof ↔ Pfungstadt Friedhof ↔ Pfungstadt Europa Kreisel ↔ Hahn ↔ Eich ↔ | Pfungstadt Eschollbrücken Römer                                          | Betrieb durch Firma Müller Riedstadt |
| PG    | Eberstadt Wartehalle | ↔ Eberstadt Bahnhof ↔ Pfungstadt Bahnhof ↔ Biebesheim BF ↔ | Gernsheim BF                                                             | Betrieb durch Firma Müller, Riedstadt, verkehrt nur Montag bis Freitag |
| R     | Darmstadt Böllenfalltor | ↔ Landskronstraße ↔ Südbahnhof ↔ Hauptbahnhof ↔ Windmühle ↔ | Nordbahnhof                                                              | übernimmt an Samstagen, Sonn und Feiertagen zusätzlich den Abschnitt DA Hauptbahnhof Mina Rees-Str. verkehr alle 10 bis 15 Minuten                                         |
| WX    | Arheilgen Dreieichweg | ↔ Wixhausen Bahnhof ↔ | Wixhausen Brückengasse oder an Schultagen Gräfenhausen Hessen-waldschule | Betrieb durch Fa. Böhm, Offenbach, Am Wixhäuser Bahnhof wechseln die Normalfahrten (nicht die Schulfahrten) auf de Linie G                                                 |

### Regionalbuslinien
| Linie | Linienweg                             | Linienweg | Linienweg                                                          | Bemerkungen                                                       |
| ----- | ------------------------------------- | --- | ------------------------------------------------------------------ | ----------------------------------------------------------------- |
| GB    | Darmstadt HBF                         | ↔ DA Ostbahnhof ↔ DA Hofgut Oberfeld ↔ Roßdorf ↔ Zeilhard ↔ Groß-Bieberau ↔                                                    | Groß-Bieberau Schule                                               | verkehrt nur Montag bis Freitag und nicht über Kernstadt Reinheim |
| RH    | Darmstadt HBF                         | ↔ DA Ostbahnhof ↔ DA Hofgut Oberfeld ↔ Roßdorf ↔ Reinheim ↔                                                                    | Ueberau Karl-Marx-Straße                                           |                                                                   |
| MO1   | Darmstadt HBF                         | ↔ DA Ostbahnhof ↔ DA Hofgut Oberfeld ↔ Roßdorf ↔ Ober-Ramstadt ↔ Rohrbach ↔                                                    | Rohrbach Kirche, Ober-Ramstadt Rondell oder Rohrbach Brunnenstraße | manche Fahrten beginnen auch erst zwischendrin                    |
| MO2   | Reinheim Bf                           | ↔ Groß-Bieberau ↔ Nonrod ↔ Niedernhausen ↔ Meßbach ↔ Billings ↔ Steinau ↔ Lützelbach ↔ Neunkirchen ↔ Brandau ↔ Beedenkirchen ↔ | Reichenbach Lautertalhalle                                         | Spätfahrten nur bis Niedernhausen Linde oder Brandau Rathaus      |
| MO3   | Reinheim Bf                           | ↔ Asbach ↔ Rodau ↔ Klein-Bieberau ↔ Webern ↔ Lichtenberg                                                                       | Ernsthofen Schule                                                  |                                                                   |
| MO4   | Webern                                | ↔ Groß-Bieberau ↔ Asbach ↔ Modau ↔                                                                                             | Neutsch Denkmal                                                    | manche Fahrten nur bis Ernsthofen Schule oder Rohrbach Kirche     |
| 45    | Griesheim Platz Bar-Le-Duc            | ↔ Wolfskehlen ↔ Goddelau ↔ Stockstadt ↔ Biebesheim ↔ Gernsheim                                                                 | Gernsheim Johannes-Gutenberg-Schule                                |                                                                   |
| 40    | Darmstadt HBF                         | ↔ Eschollbrücken ↔ Crumstadt ↔ Goddelau ↔ Erfelden                                                                             | Leeheim Geinsheimer Straße / Goddelau Bahnhof                      |                                                                   |
| NHX   | Darmstadt Mathildenplatz              | ↔ DA Ostbahnhof ↔ Zeilhard ↔ Georgenhausen ↔ Reinheim ↔ Groß-Bieberau ↔                                                        | Niedernhausen Linde                                                | RMV Expressbus                                                    |
| n71   | Darmstadt Landskronstraße             | ↔ DA Luisenplatz ↔ Wixhausen ↔ Egelsbach ↔ Langen ↔ Dreieich-Sprendlingen ↔ Neu-Isenburg ↔                                     | Frankfurt Konstablerwache                                          | nur im Nachtverkehr                                               |
| 662   | Arheilgen Dreieichweg                 | ↔ Egelsbach ↔ Langen ↔ | Mörfelden Bahnhof                                                  |                                                                   |
| 671   | Darmstadt HBF                         | ↔ DA Ostbahnhof ↔ Dieburg ↔ Groß-Umstadt ↔                                                                                     | Groß-Umstadt Mitte Bahnhof / Dieburg Hochschule Nord               |                                                                   |
| 672   | Darmstadt HBF                         | ↔ DA Ostbahnhof ↔ Roßdorf ↔ Groß-Zimmern ↔                                                                                     | Dieburg Bahnhof                                                    |                                                                   |
| 673   | Darmstadt HBF / Darmstadt Luisenplatz | ↔ DA Ostbahnhof ↔ Roßdorf ↔ | Gundernhausen                                                      |                                                                   |
| 678   | Darmstadt HBF                         | ↔ DA Mercksplatz ↔ Mühltal ↔ Ober-Ramstadt ↔ Reinheim ↔ Groß-Umstadt ↔                                                         | Wiebelsbach Sportplatz                                             | nur im Spätverkehr                                                |
| X71   | Darmstadt HBF                         | ↔ DA Ostbahnhof ↔ Groß-Umstadt ↔                                                                                               | Groß-Umstadt Pfälzer Schloß / Wiebelsbach Sportplatz               | RMV Expressbus, Betreiber Winzenhöhler                            |
| X78   | Darmstadt HBF / Darmstadt Luisenplatz | ↔ DA Ostbahnhof ↔ Groß-Zimmern ↔                                                                                               | Klein-Zimmern Marktstraße / Semd Schule                            | RMV Expressbus, Betreiber DB Regio BUs Mitte                      |
| X74   | Darmstadt HBF / Darmstadt Luisenplatz | ↔ DA Ostbahnhof ↔ Münster ↔ Eppertshausen ↔                                                                                    | Ober-Roden Bahnhof                                                 | RMV Expressbus, Betreiber DB Regio Bus Mitte                      |
| 693   | Darmstadt HBF / Reinheim BHF          | ↔ Groß-Bieberau ↔ Reichelsheim ↔ Fürth ↔                                                                                       | Fürth Bahnhof                                                      | Nur im Spätverkehr bis Darmstadt HBF                              |
| X15   | Darmstadt Mathildenplatz              | ↔ Gräfenhausen ↔ Mörfelden-Walldorf ↔                                                                                          | Frankfurt/Main Flughafen Terminal 1                                | RMV Expressbus, Betreiber DB Regio Bus Mitte                      |
| X14   | Darmstadt Mathildenplatz              | ↔ Gräfenhausen ↔ Mörfelden-Walldorf ↔                                                                                          | Mörfelden-Walldorf Wohnpark/Gedenkstätte                           | RMV Expressbus, Betreiber DB Regio Bus Mitte                      |
|       |                                       | |                                                                    |                                                                   |
| WE1   | Darmstadt Schloss                     | ↔ DA Luisenplatz ↔ Weiterstadt ↔ Schneppenhausen ↔                                                                             | Gräfenhausen Postplatz oder Erzhausen Bahnhof                      | nur an Sonntagen nur bis Gräfenhausen Postplatz                   |
| WE2   | Darmstadt Schloss                     | ↔ DA Luisenplatz ↔ Weiterstadt ↔ Braunshardt ↔                                                                                 | Büttelborn Worfelden Siedlung Hesselrod                            |                                                                   |
| WE3/4 | Darmstadt Hbf                         | ↔ DA Windmühle ↔ Riedbahn Am Dornbusch ↔                                                                                       | Weiterstadt Hallenbad                                              | Bis 25.4.2023 zur Haltestelle Weiterstadt Loop5 gefahren          |
| WE4   | Darmstadt                             | ↔ Riedbahn Am Dornbusch ↔ Weiterstadt ↔ Büttelborn ↔ Groß Gerau Dornberg Bahnhof ↔                                             | Groß-Gerau Kreisklinik                                             |                                                                   |

Die vollständige Übersicht über die Linien im DADINA-Gebiet findet sich im Artikel Nahverkehr im Landkreis Darmstadt-Dieburg.

## Geschichte Bus

### Linienchronik

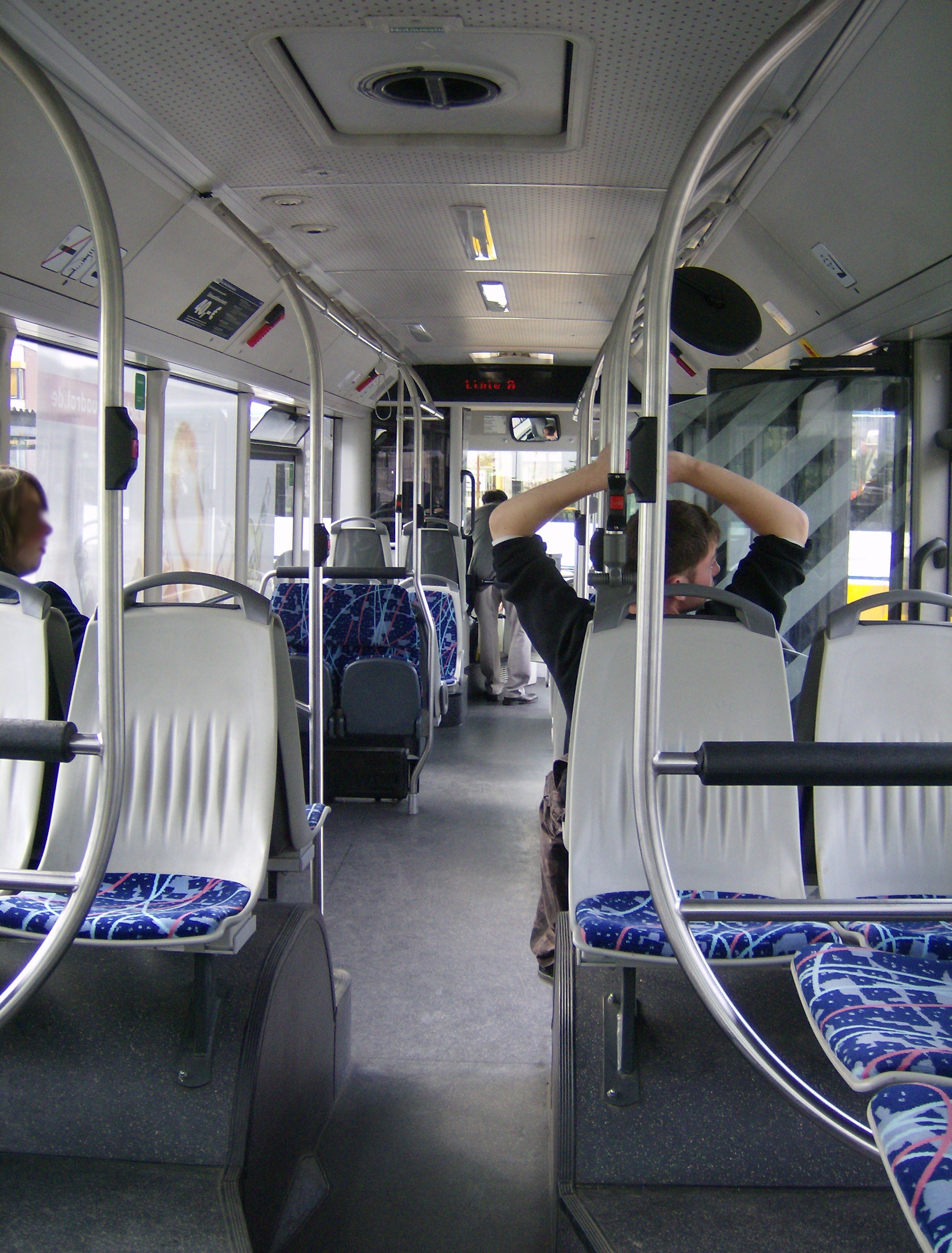
Innenansicht eines MAN A21 auf der Linie A

Durch den ständig zunehmenden Verkehr nach Kranichstein wurde in den 1980er Jahren damit begonnen, die Buslinie H durch Zusatzfahrten zu verstärken. Diese Fahrten erhielten später einen festen Fahrplan und die Linienbezeichnung HE (je nach Fahrzeugbeschilderung auch mit hochgestelltem E; ältere Fahrzeuge der Bauart O305G hatten keine Zielbeschilderung „Hauptbahnhof“, diese Fahrzeuge verkehrten dann mit der Beschilderung „H Einsatzwagen“ und einem Vorsteckschild „Hauptbahnhof“). Die Linie HE verkehrte morgens und nachmittags in der Verkehrsspitze zwischen Kranichstein/Parkstraße bis zur Berliner Allee parallel zur Linie H, bog dann aber zum Hauptbahnhof ab und endete dort. Zum mittäglichen Schulverkehr verkehrten einige Fahrten der HE nur zwischen Luisenplatz und Kranichstein und nur in dieser Fahrtrichtung.
Im November 1989 wurden die Linien HE und I (Holzhofallee-Kleyerstraße) zugunsten einer neuen Linie K aufgegeben. Die Linie K verkehrte zwischen Kranichstein/Parkstraße und Berliner Allee parallel zur Linie H und fuhr ab dort alleine weiter zur Kleyerstraße. Die Bedienungszeiten der Linie K wurden ausgedehnt. Sie verkehrte nun von Betriebsbeginn bis gegen 9 Uhr, sowie ab 12 Uhr bis ca. 19 Uhr. Mit weiter zunehmendem Fahrgastaufkommen wurde auch die Lücke am Vormittag geschlossen. Um die Endstation Parkstraße zu entlasten, wurde die Endstelle der Linie K später an den Kranichsteiner Bahnhof verlegt, wiederum einige Jahre später wurde eine neue Linienführung ab Parkstraße zu einer neuen Endstation Jaupstraße realisiert.
An Samstagen blieb die Situation in Kranichstein unbefriedigend. Daher wurde mit minimalem Fahrzeugeinsatz eine Linie SK als Schnelllinie zwischen Kranichstein und dem Schloss in Betrieb genommen. Sie fuhr zunächst in Kranichstein lastrichtungsabhängig, d. h. zu Beginn der Einkaufszeit ab Darmstadt über die Jägertorstraße und von dort mit Bedienung der Kranichsteiner Haltestellen zurück in die Stadt, gegen Ende der Einkaufszeit in umgekehrter Richtung. Erst später wurde ein einheitlicher Linienweg in beiden Richtungen eingeführt, sowie alle Haltestellen in Darmstadt bedient (ursprünglich nur Taunusplatz).
1991 erfolgte eine Neustrukturierung des Verkehrs im vorderen Odenwald. Die Linie M (Böllenfalltor-Eberstadt über Nieder-Ramstadt) wurde im Abschnitt zwischen Böllenfalltor und Nieder-Ramstadt durch die Linie K53 (Böllenfalltor – Nieder-Ramstadt – Frankenhausen – Neutsch) ersetzt, im Abschnitt zwischen Nieder-Ramstadt und Eberstadt durch eine verlängerte Linie N. Der Streckenabschnitt nach Eberstadt unterlag ebenfalls mehreren Änderungen, ursprünglich bog die Linie M ab dem Kühlen Grund direkt nach Eberstadt (über Schwimmbad) ab, später wurde der Laufweg über die Umgehungsstraße und die Einfallstraße am Eberstädter Klinikum geändert.
2006 erfolgte eine erneute Umstrukturierung. Die Linie N wurde auf den Abschnitt Darmstadt – Nieder-Ramstadt gekürzt. Die Linie K53 wurde in NE umbenannt und fährt alle 30 Minuten. Dieser Takt gilt jedoch nur bis Nieder-Ramstadt, da von dort jede zweite Fahrt nach Eberstadt abbiegt und dort wendet. Die Busse der Linie NE fahren in Eberstadt seitdem wieder über die Haltestelle Schwimmbad.
Zum Fahrplanwechsel 1993 wurde der Verkehr in Pfungstadt neu geordnet. Die bisherige Durchmesserlinie P (Eberstadt-Pfungstadt/Neumühle) wurde mit der Linie PI (Ringverkehr Pfungstadt) verschmolzen. Die Linie P fährt seitdem von Eberstadt über den Pfungstädter Bahnhof einen Ring über das südliche und nördliche Pfungstadt zurück zum Bahnhof (und aus Platzgründen am Bahnhof seit einigen Jahren später darüber hinaus zum Wenden nach „Am Mühlberg“).
Nach Umbau des Bahnhofs (wegen der Wiederinbetriebnahme der Pfungstadtbahn) wendet die Linie P seit 2012 wieder am Bahnhof. Seitdem fährt diese stündlich (Mo–Fr) als PE und macht einen Umweg über Eich und Eschollbrücken. (Die anderen Busse fahren weiterhin als P; werktags außer Samstags ergänzt um die stündlich verkehrende Linie PG, die über Biebesheim/Bahnhof nach Gernsheim fährt).
Vor der Eröffnung der Straßenbahnstrecke nach Kranichstein 2003 fuhr die Linie H zur Parkstraße (Blockumfahrung gegen Uhrzeigersinn durch „An der Schleifmühle“, „Parkstraße“, „Kranichstein Bahnhof“ und „Jägertorstraße“) über Borsdorffstraße, die Linie K zur Jaupstraße (Blockumfahrung im Uhrzeigersinn durch „An der Schleifmühle“, „Parkstraße“, „Jaupstraße“, „Institutszentrum“), die Linie L vom Nordbad zur TU Lichtwiese. Der Ostbahnhof wurde mit einer Linie D angebunden, die 1986 den Laufweg der Straßenbahnlinie 4 Hauptbahnhof–Ostbahnhof übernommen hat. Mit der Eröffnung der Straßenbahnstrecke nach Kranichstein wurde Linie D eingestellt. Seitdem wird der Ostbahnhof von der Linie L angebunden, die damit den historischen Laufweg der Straßenbahnlinie 5 fährt. Zur Lichtwiese fährt die Linie K, welche mit dieser Änderung von der Rheinstraße in die Bismarckstraße verlegt wurde. Die Linie H bekam eine neue Endhaltestelle Kesselhutweg in Kranichstein, welche aber nur alle 30 Minuten bedient wird. Der 15-Minuten-Takt endet an der Station „Am Karlshof“, jeder zweite Bus fährt von dort zum Alfred-Messel-Weg. Etwa 2019 oder 2020 wurde der Takt werktags außer Samstags auf 10 Minuten gekürzt, so dass Kesselhutweg und Alfred-Messel-Weg nun je alle 20 Minuten bedient werden.
Seit dem 9. Dezember 2012 verkehrt die Linie L aus wirtschaftlichen Gründen nur noch zwischen Luisenplatz und Heinheimer Straße. Ersatz bieten die Regionalbuslinien.

### Haltestellenchronik Bus
- Wenckstraße → Taunusplatz (1. Juni 1992)
- Bartningstraße → Siemensstraße (29. November 1992)
- Bismarckstraße/Gericht → Willy-Brandt-Platz (29. Mai 1994 – ist auch Straßenbahnhaltestelle)
- Breslauer Platz → Botanischer Garten / Vivarium (??.??.1997)
- TH/Lichtwiese → TU/Lichtwiese 1997 → TU-Lichtwiese/Mensa (12. Dezember 2009)
- Wilhelm-Leuschner-Straße → Klinikum (1. Juni 1997 – ist auch Straßenbahnhaltestelle)
- Goebelstraße aufgehoben (17. März 2003 – war auch Straßenbahnhaltestelle)
- Nansenstraße → Kölner Straße (14. Dezember 2003)
- Staudingerstraße aufgehoben (14. Dezember 2003)
- Holzstraße aufgehoben (25. Juli 2005 – war auch Straßenbahnhaltestelle)
- Magdalenenstraße → Alexanderstraße/TH (1. Juni 1992) → Alexanderstraße/TU (xx.xx.1997)
- Taunusstraße → Lucasweg/Mathildenhöhe (1. Juni 1992) (*) → Mathildenhöhe (1. März 2007)
- FTZ → Heinrich Stephan → Heinrich-Hertz-Straße (Dezember 2006)
- Teichhausstraße → Jugendstilbad (9. Dezember 2007)
- Stiftstraße → Alicehospital (9. Dezember 2012 – zeitgleich um 100 Meter Richtung Oberwaldhaus verlegt)
- Am Molkenbrunnen → Rosenhöhe (ab 13. Dezember 2015)
- An der Meierei → Hofgut Oberfeld (ab 13. Dezember 2015)

(*) Bemerkung: Zunächst wurde durch die HEAG versehentlich die Haltestelle Spessartring in Lucasweg umbenannt, der Fehler wurde erst im Winter berichtigt

### Fahrzeugchronik

#### Liste der eingesetzten Fahrzeuge
(Chronik zunächst Betriebsbeginn-1992)
| Hersteller/Typ                           | Nummern            | Beschaffungsjahr | Verbleib/Bemerkungen |
| ---------------------------------------- | ------------------ | ---------------- | --- |
| Daimler-Benz DB N2                       | 1–6                | 1927             | |
| Daimler-Benz                             | 7–9                | 1928             | |
| Daimler-Benz                             | 16                 | 1930             | Dreiachser, später in 310 umgenummert                                                                                       |
| Daimler-Benz                             | 3–6                | 1930             | |
| Büssing                                  | 10–15              | 1930             | 12 in 309 umgezeichnet |
| Daimler-Benz                             | 2                  | 1932             | |
| Daimler-Benz OP3750                      | 17–20              | 1938/39          | Aufbau Gastell, an Wehrmacht abgegeben                                                                                      |
|                                          | 21–26              | 1941             | an Wehrmacht abgegeben, vier Wagen zurückerhalten, als 311–314 eingereiht                                                   |
| MAN                                      | 308                | 1947             | ex Wehrmacht |
| Krauss-Maffei KMO 133                    | 321–323            | 1947             | Aufbau Kässbohrer |
| Büssing 5000T                            | 331–332            | 1948             | Aufbau Ludewig |
|                                          | 333–336            | 1949             | Aufbau Ludewig |
| Krauss-Maffei KMO 133                    | 324–325            | 1951             | Aufbau Kässbohrer |
| Opel Blitz                               | 307                | 1951             | Reisebus, Aufbau Kässbohrer                                                                                                 |
| Daimler-Benz O6600H                      | 341–342            | 1952             | Reisebusse |
| Krauss-Maffei KML 110                    | 301–302            | 1954             | Reisebusse |
| Krauss-Maffei KMO 160                    | 315–317            | 1954             | Aufbau Vetter, 315, 316 als 329, 330 geliefert                                                                              |
| Daimler-Benz O321H                       | 343–344            | 1955             | |
| Krauss-Maffei KMO 160                    | 318–319            | 1955             | Aufbau Vetter |
| Daimler-Benz O321H                       | 345–350            | 1956             | |
| Daimler-Benz O3500                       | 309                | 1956             | Reisewagen, ex Privat Baujahr 1952                                                                                          |
| Krauss-Maffei KML 110                    | 303–305            | 1954             | Reisebusse |
| Daimler-Benz O321H                       | 351–353            | 1958             | |
|                                          | 354–355            | 1959             | |
|                                          | 356–358            | 1960             | |
| Daimler-Benz O322                        | 360–362            | 1961             | |
|                                          | 363–366            | 1962             | |
|                                          | 367–386            | 1963             | |
| Daimler-Benz O321HL                      | 305                | 1964             | Reisewagen |
| Daimler-Benz O302 12RÜh                  | 306                | 1966             | Reisewagen |
| Daimler-Benz O305                        | 320–326            | 1969             | |
|                                          | 327–339            | 1970             | |
| Daimler-Benz O302                        | 301                | 1970             | |
| Daimler-Benz O317G                       | 310                | 1970             | Aufbau Vetter |
| Daimler-Benz O305                        | 340                | 1971             | |
| Daimler-Benz O317G                       | 311–314            | 1971             | Aufbau Vetter |
| Daimler-Benz O305                        | 341–346            | 1972             | |
|                                          | 347–352, 354       | 1973             | |
| Daimler-Benz O317G                       | 304–309            | 1974             | Aufbau Vetter |
| Daimler-Benz O305                        | 353                | 1976             | |
|                                          | 355–361            | 1977             | |
|                                          | 362–368            | 1978             | |
| Daimler-Benz O305G                       | 391–397, 315–320   | 1980             | abgestellt 03/1990 |
| Daimler-Benz O305                        | 369–372            | 1981             | hintere Tür fahrgastbedient                                                                                                 |
| Daimler-Benz O305G                       | 321–324            | 1981             | |
| Neoplan N421                             | 325–331, 332       | 1983             | Gelenkbusse, 332 nur angemietet, 329 nach Unfall Ersatzteilspender, 327, 328 06/1990 nach Bursa (Türkei)                    |
| Neoplan N416SL                           | 373–375            | 1983             | |
| Daimler-Benz O303                        | 398                | ca. 1987         | ex Bundesbahn, nicht umlackiert, Fahrschulbus, an Fa. Schüßler abgegeben                                                    |
| Neoplan                                  | 399                |                  | Gebrauchtwagen, wieder verkauft, Spitzname „Laubfrosch“                                                                     |
| Daimler-Benz O405                        | 376–382            | 1987             | |
| Daimler-Benz O405G                       | 332–334            | 1987             | |
| Daimler-Benz O405                        | 383–390            | 1989             | |
| Daimler-Benz O405G                       | 335–347            | 1989             | 341 in Betrieb 12/1989, Rest 01–03/1990                                                                                     |
| Neoplan                                  | 400                | 1989             | Niederflur, Einsatz OL H |
| Daimler-Benz O405N                       | 350–351            | 1990             | zweitürig |
|                                          | 352–355            | 1990             | dreitürig |
| Daimler-Benz O305G                       | 299                | 1991             | ex Tuttlingen, nicht umlackiert                                                                                             |
| MAN SG 192                               | 406–409            | 1991             | Bj. 1979, ex Mainz: 406 ex 400, 407 ex 407, 408 ex 410, 409 ex 414, Erstzulassung 29. März 1979                             |
| Daimler-Benz O305G                       | 292–298            | 1992             | ex Frankfurt |
| Mercedes-Benz O405GN                     | 300, 302, 304–306  | 1993             | viertürig |
| MAN Lion’s City A21 (NL263)              | 365–367            | 2002             | zweitürig |
| MAN Lion’s City G A23 (NG313)            | 414–419            | 2002             | viertürig |
|                                          | 420–429            | 2003             | viertürig |
| Daimler-Benz Citaro                      | 368–372            | 2003             | zweitürig |
| Volvo 7700                               | 321–324            | 2007             | dreitürig, Infotainmentsystem                                                                                               |
| Volvo 7700A                              | 254–258            | 2007             | viertürig – 2010 verkauft – 255 an HAV als 230                                                                              |
| Volvo 8700                               | 332, 334–339, 344  | 2007             | ex 344 an NVS abgegeben, Infotainmentsystem                                                                                 |
| Daimler-Benz Citaro G (Facelift) (O530G) | 386–397            | 2008–2009        | viertürige Gelenkbusse, Infotainmentsystem                                                                                  |
| VDL Citea CLF 120                        | 272                | 2010             | Infotainmentsystem, nach Unfall am 21. Januar 2013 ausgeschieden                                                            |
| MAN Lion’s City G A23 (NG323)            | 261-265 ex.374–378 | 2010             | viertürig Gelenkbusse, Infotainmentsystem                                                                                   |
| Mercedes-Benz CapaCity O530GL            | 281–285            | 2011             | Gelenkbusse, Infotainmentsystem, vier Achsen, 2020 alle verkauft                                                            |
| Daimler-Benz Citaro G (Facelift) (O530G) | 381–385            | 2014             | dreitürige Gelenkbusse, Baujahr 2007, ex HAV, 381 ex 146, 382 ex 159, 383 ex 179, 384 ex 184, 385 ex 193, alle ausgemustert |
| Mercedes-Benz Citaro (Facelift) (O530)   | 343–345            | 2014             | zweitürige Solobusse, Baujahr 2007, ex HAV 343 ex 218, 344 ex 231, 345 ex 232, alle ausgemustert                            |
| Mercedes-Benz Citaro 2 (O530)            | 301–306            | 2014             | dreitürig, Infotainmentsystem, alle ausgemustert                                                                            |
| Mercedes-Benz Citaro 2 (O530)            | 307–311            | 2015             | dreitürig, Infotainmentsystem, alle ausgemustert                                                                            |
| MAN A23 Lion’s City G (NG323)            | 351-364            | 2015             | viertürig, Infotainmentsystem                                                                                               |
| Mercedes-Benz Citaro C2 G                | 366-371            | 2017             | dreitürig, Infotainmentsystem                                                                                               |
| MAN A23 Lion’s City G (NG323)            | 372-383            | 2018             | dreitürig, Elektrische Türen, Informationssystem                                                                            |
| MAN 18C Lion’s City (NG330) Hybrid       | 407-412            | 2020             | viertürig, Infotainmentsystem                                                                                               |
| Mercedes-Benz eCitaro                    | 327-343            | 2020, 2021       | Dreitürig, Solo-Busse, Infotainmentsystem                                                                                   |
| Mercedes-Benz eCitaro G                  | 415-427            | 2021             | Viertürig, Infotainmentsystem                                                                                               |

#### Elektrobusse in Darmstadt
Der erste für den Stadtbusverkehr in Darmstadt erworbene Bus war ein 12 Meter langer Standardbus vom Typ Sileo S12 welcher am 26. März 2019 übergeben worden war. Er wurde auf den Linien der HEAG mobi-Bus in Darmstadt und im Landkreis Darmstadt-Dieburg getestet. Die Bestellung für je einen Sileo S12 und S18 war bereits 2017 erfolgt.
2020 wurde die ersten fünf eCitaro in Betrieb genommen. 2022 kamen sogar 20 eCitaro hinzu.
Seit der Übernahme von fünf weiteren eCitaro im April 2025 ist nun die Standardbus-Flotte rein elektrisch unterwegs.

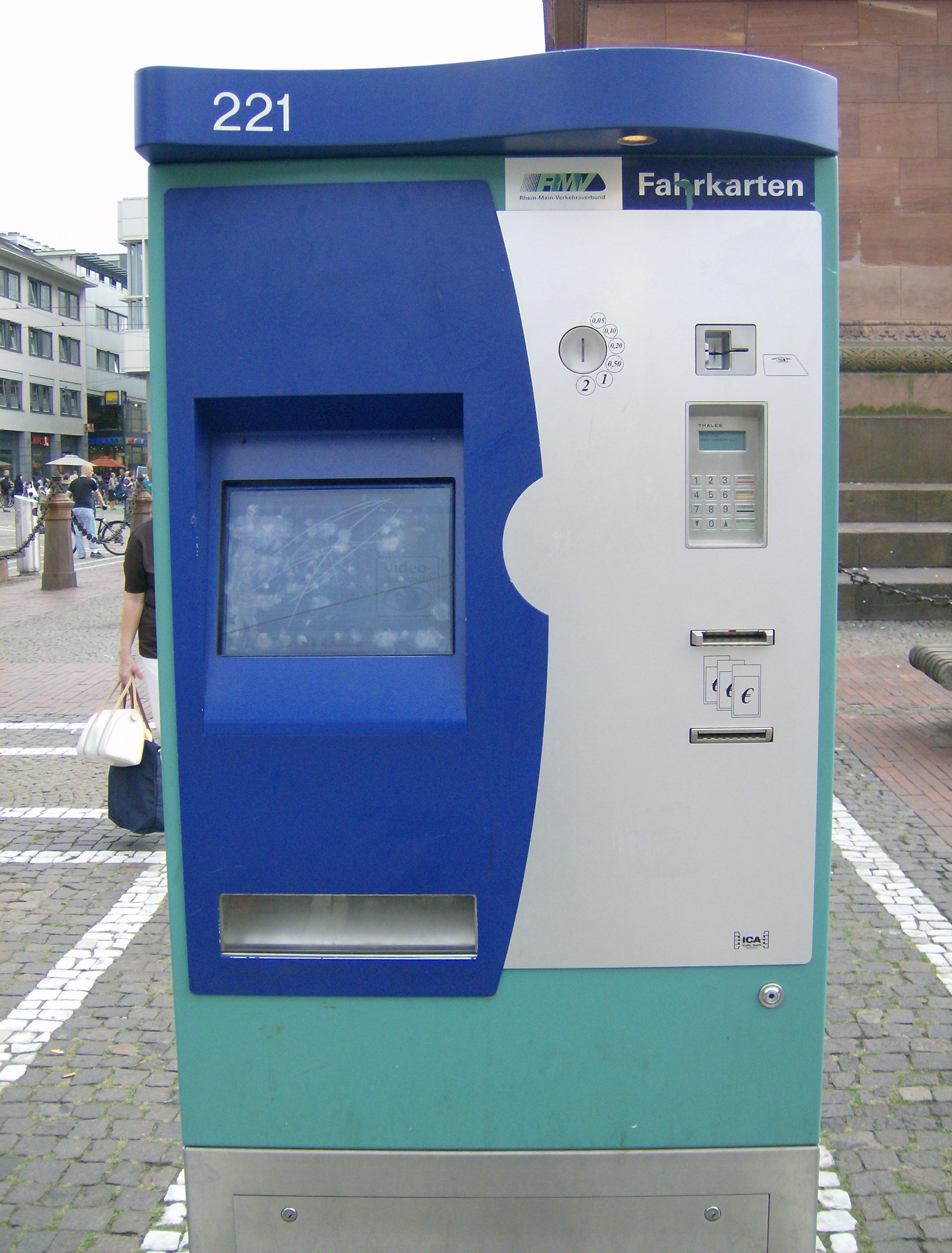
Fahrkartenautomat der HEAG mobilo

## Fahrkartenautomaten
In allen Bussen finden sich vorne beim Fahrer Fahrkartenautomaten, mit Außerdienststellung des Typs O 405 N gibt es keinen Bus mehr, welcher über einen Automaten im Mittelraum verfügt. In Straßenbahnen waren bis zum Jahreswechsel 2014/15 Fahrkartenautomaten im ersten Viertel der Straßenbahn sowie in den Beiwagen auf Höhe der mittleren Tür aufgestellt. Die Automaten aus dem Jahr 2002 konnten nur Münzen und keine Geldscheine oder EC-Karten annehmen. Außerdem sei es nicht mehr möglich gewesen, den ganzen RMV-Tarif abzubilden. Die Automaten in Bus und Bahn wurden über Tasten bedient, die stationären Automaten (siehe Bild) an vielen Haltestellen bereits per Touchscreen. Ausgewählte Fahrkartenautomaten haben zusätzlich einen E-Ticket Leser erhalten.

## Zukunftsplanungen
Siehe: Nahverkehr im Landkreis Darmstadt-Dieburg